# دویدوخ علیا
دویدوخ علیا، روستایی از توابع بخش جرگلان شهرستان راز و جرگلان در استان خراسان شمالی ایران است.

## جمعیت
این روستا در دهستان جرگلان قرار دارد و براساس سرشماری مرکز آمار ایران در سال ۱۳۸۵، جمعیت آن ۲٬۰۳۲ نفر (۴۰۵خانوار) بوده‌است.